# Comitatul Olanda
Comitatul Olanda (neerlandeză Graafschap Holland) a fost un comitat medieval în regiunea Țărilor de Jos. Comitatul era una dintre cele șaptesprezece provincii din regiune, iar actualmente formează partea centrală a Olandei, în cadrul căreia reprezintă două regiuni administrative Olanda de Nord și Olanda de Sud.

## Istoric
Până în secolul IX locuitorii regiunii erau frizonii iar teritoriul făcea parte din Frizia. Nominal, teritoriul făcea parte din Imperiile Francilor, după Tratatul de la Verdun aparținând succesiv de Francia de Mijloc, Lotharingia și Francia de Est. În realitate, regii franci aveau puțină influență în domeniu, acesta aflându-se fie sub dominația nobililor frizoni fie sub cea a vikingilor. Primul conte cunoscut cu un oarecare nivel de certitudine este Dirk I (Teodoric) ce a domnit la începutul secolului X. Acesta purta titlul de Conte al Friziei la vest de Vlie, și s-ar putea să fie fiul unui conte anterior ce a participat la asasinarea ultimului senior viking, Godfrid, Duce de Frizia.
Până în secolul XII comitatul s-a aflat în numeroase conflicte din cadrul Sfântului Imperiu Roman, mai exact cu alți seniori din cadrul Ducatului Lotharingia Inferioară. Conflictul cu Episcopatul Utrecht a fost rezolvat în 1101 când Floris al II-lea devine primul conte de Olanda (latină comes de Hollant). Linia casei de Olanda a continuat până la Ioan I ce a domnit între 1296-1299. Acesta a reușit să cucerească regiunea Frizia de Vest, aceasta fiind unită cu comitatul Olanda, dar a păstrat un anumit nivel de autonomie. Ioan moare fără a lăsa urmași, iar comitatul îi revine lui Ioan al II-lea, Conte de Hainaut, moștenitor prin intermediul mamei sale, Adelaida de Olanda.

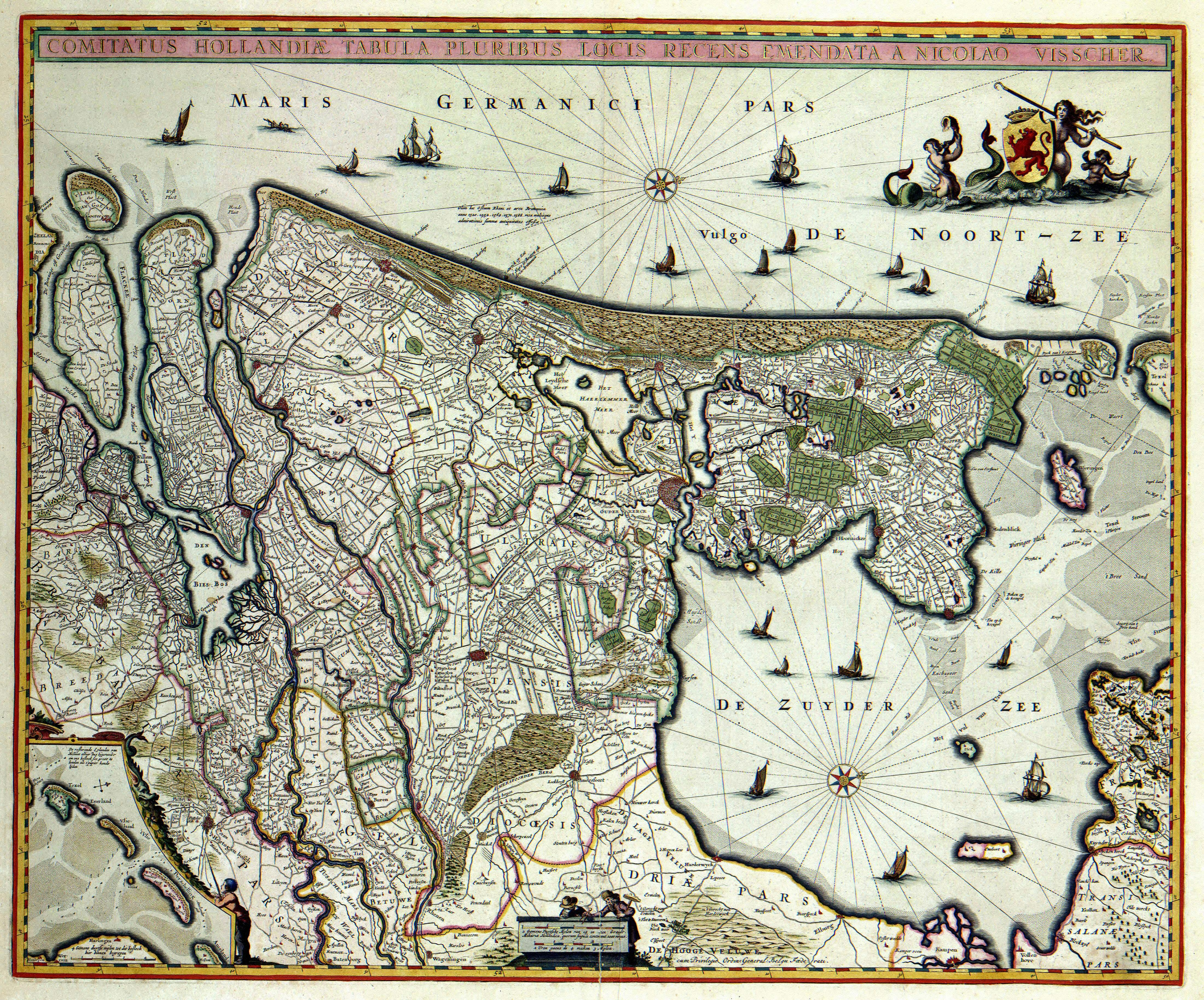
Comitatul Olanda în 1682.

În 1323 uniunii personale a comitatelor contelui de Olanda li se alătură definitiv și Comitatul Zeelanda, disputat mult timp de Comitatul Flandra. În 1345 comitatul revine familiei de Wittelsbach prin căsătoria Margaretei de Hainaut cu Ludovic al IV-lea de Bavaria. În 1354 în urma unei lupte de succesiunii revine fiului acestora, Wilhelm al V-lea. Ultimul membru al familiei de Wittelsbach a fost Jacqueline de Hainaut, la moartea căreia, în 1433, teritoriile intră în posesia lui Filip al III-lea duce de Burgundia și seniorul Țărilor de Jos Burgunde.
În 1477 teritoriile burgunde din Țările de Jos intră în posesia casei de Habsburg iar Olanda face parte din Cele șaptesprezece provincii. În cadrul acestora Olanda este provincia dominantă din nord iar influența politică a comitatului a determinat dimensiunea dominației burgunde și habsburgice în zonă. În timpul domniei lui Filip al II-lea al Spaniei are loc izbucnirea Războiului de optzeci de ani, conflict în care Olanda este unul din principalele state rebele împotriva monarhului spaniol.

## Olanda în Provinciile Unite
În urma acestui conflict provinciile din nordul Țărilor de Jos devin independente și formează o confederație a Provinciilor Unite. În secolul XVII Olanda devine centrul cultural, politic și economic al noului stat, devenit cel mai bogat stat din lume. După detronarea contelui, puterea executivă și legislativă a revenit stărilor provinciei, un consiliu al nobililor și al reprezentanților orașelor. Încă din secolul XVI regiunea era foarte urbanizată iar principalele orașe ale Provinciilor Unite se găseau în Olanda: Amsterdam, Rotterdam, Leiden, Alkmaar, Haga, Delft, Dordrecht și Haarlem.
În această perioadă Provinciile Unite au început să fie cunoscute în restul Europei ca și "Olanda" în locul denumirii oficiale "Republica celor Șapte Provincii Unite ale Țărilor de Jos". Influența culturală a Olandei a fost din ce în ce mai puternic simțită și în interiorul republicii având loc un proces de uniformizare, iar dialectul urban din Olanda a devenit limba standard.